# Béhéricourt
Béhéricourt ist eine französische Gemeinde mit 194 Einwohnern (Stand: 1. Januar 2022) im Département Oise in der Region Hauts-de-France. Sie gehört zum Kanton Noyon und zum Gemeindeverband Pays Noyonnais.

## Geografie
Béhéricourt liegt im Pays Noyonnais etwa 33 Kilometer nordöstlich von Compiègne. Umgeben wird Béhéricourt von den Nachbargemeinden Grandrû im Norden und Osten, Babœuf im Süden und Osten, Salency im Westen und Südwesten sowie Crisolles im Nordwesten.

## Bevölkerungsentwicklung
| Jahr                      | 1962 | 1968 | 1975 | 1982 | 1990 | 1999 | 2006 | 2013 |
| ------------------------- | ---- | ---- | ---- | ---- | ---- | ---- | ---- | ---- |
| Einwohner                 | 158  | 164  | 159  | 179  | 192  | 208  | 222  | 211  |
| Quelle: Cassini und INSEE |      |      |      |      |      |      |      |      |

## Sehenswürdigkeiten

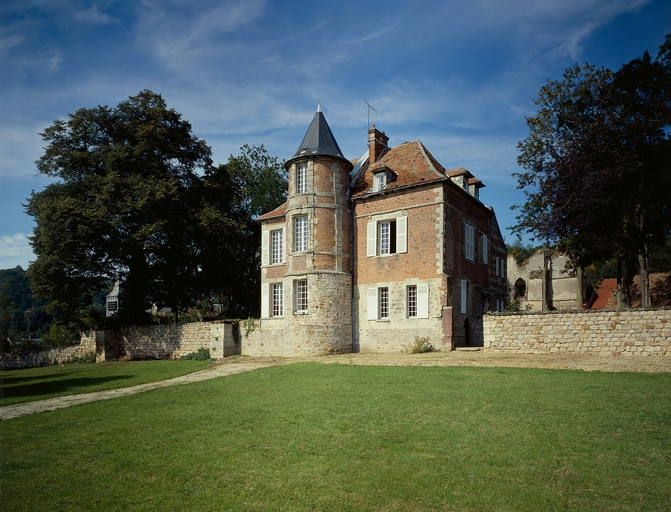
Schloss Béhéricourt

Siehe auch: Liste der Monuments historiques in Béhéricourt
- Kirche Saint-Martin
- Schloss Béhéricourt